# فاني لو هامر
فاني لو هامر (بالإنجليزية: Fannie Lou Hamer) ولدت في 6 أكتوبر عام 1917، وتوفيت في 14 مارس عام 1977. هي ناشطة حقوق المرأة وحقوق التصويت الأمريكية، ومنظمة اجتماعية وقيادية في حركة الحقوق المدنية. شاركت في تأسيس حزب الحرية الديمقراطي وكانت نائبة رئيسه، ومثلته في المؤتمر الديمقراطي القومي في عام 1964. نظمت هامر أيضًا صيف الحرية في المسيسيبي مع لجنة التنسيق السلمي الطلابية. شاركت في تأسيس تكتل النساء السياسي القومي، وهي منظمة أقيمت لجمع وتدريب ودعم النساء من كل الأعراق، اللاتي يسعين لدخول انتخابات الحكومة.
بدأت هامر النشاط في الحقوق المدنية في عام 1962، واستمرت حتى تدهورت صحتها بعد تسع سنوات. كانت مشهورة باستخدام التراتيل والاقتباسات، وصمودها في قيادة حركة الحقوق المدنية للتعبير عن حقوق النساء السوداء في مسيسيبي. تعرضت هامر للتحرش والتهديد من البيض والشرطة بينما كانت تحاول ممارسة حقها في التصويت. ساعدت وشجعت لاحقًا الآلاف من الأمريكيين الإفريقيين في تسجيل أنفسهم ونيل حقهم في التصويت، وساعدت المئات من المحرومين في منطقتها خلال برامجها مثل تعاونية حقول الحرية. نجحت هامر في الدخول لمجلس الشيوخ الأمريكي في عام 1964 ومجلس شيوخ ولاية مسيسيبي في عام 1971. قادت في عام 1970 حراكًا قانونيًّا ضد حكومة مقاطعة صنفلور (ميسيسيبي) بسبب الاستمرار في العزل غير القانوني.
ماتت هامر في 14 مارس عام 1977، بعمر 59 عامًا، في موند بايو (مسيسيبي). حضر نصبها التذكاري الكثيرون، وأقام سفير الأمم المتحدة أندرو يونغ تأبينها. ودخلت في قاعة الشهرة الوطنية للمرأة بعد وفاتها في عام 1993.

## النشأة والعائلة والتعليم
ولدت فاني لو تاونسيند في 6 أكتوبر عام 1917 في مقاطعة مونتغومري (ميسيسيبي)، وهي الأخيرة من عشرين طفل أنجبتهم إيلا وجيمس لي تاونسيند. بعد تسميم بعض الحيوانات لديهم، شكت هامر في البيض بأنهم ارتكبوا هذا الفعل، وقالت عن الحادثة: «تعرض مخزوننا للتسمم. وقد علمنا أن رجلًا أبيض قام بذلك... فعلها الرجل الأبيض لأننا كنا نحصل على شيء ما. لا يحب البيض أن يروا الزنوج يحققون أي نجاح. ليس كل ذلك سرًا في ولاية مسيسيبي.» انتقل تاونسيند في عام 1919 إلى مقاطعة صنفلور (مسيسيبي) للعمل في المزارعة في مزرعة و. د. مارلو الواسعة. عملت هامر مع عائلتها منذ عمر السادسة في جني القطن. حضرت في مدرسة مكونة من فصل واحد لأبناء المزارعين أثناء شتاء 1924 حتى 1930، لتتلقى التعليم بين مواسم الالتقاط. عشقت هامر القراءة وتفوقت في مسابقات الهجاء واقتباس الشعر، ولكنها تركت المدرسة في عمر الثانية عشر لمساعدة والديها المسنين. استطاعت بحلول الثالثة عشر من عمرها التقاط 200-300 رطل (90 إلى 140 كيلو غرام) من القطن يوميًّا، بالرغم من تشوه رجلها بسبب فيروس البوليو (شلل الأطفال).
استمرت فاني في تطوير قرائتها ومهارات التأويل في دراسة الكتاب المقدس في الكنيسة، وفي السنوات اللاحقة أعجب لورنس غايوت بقدرتها على ربط «عظات الكتاب المقدس عن التحرر و[الكفاح من أجل الحقوق المدنية] في أي وقت أرادت». في عام 1944، بعد اكتشاف صاحب المزرعة الواسعة أنها متعلمة، اختيرت لتكون عاملة الأرشيف للسجلات والأوقات في المزرعة. تزوجت في السنة التالية بيري هامر، وهو سائق شاحنة في مزرعة مارلو، وظل الزوجان هناك لمدة 18 عامًا.
قرر الزوجان تبني بنتين. ماتت واحدة من البنتين من النزيف الداخلي بعد رفض حصولها على تصريح للدخول للمستشفى بسبب نشاط والدتها الحقوقي.
أصبحت هامر مهتمة بحركة الحقوق المدنية في خمسينات القرن الماضي. سمعت مؤتمرات أحاديث القادة في المجلس الإقليمي للقيادة الزنجية، المقامة في موند بايو (مسيسيبي). ناقشت المؤتمرات السنوية حقوق تصويت السود في الانتخابات وغيرها من الحقوق المدنية في المجتمعات السوداء.

## نشاط الحقوق المدنية

### هجمات البيض
تعلمت هامر في 1962 لأول مرة الحق الدستوري في التصويت من متطوعين في لجنة التنسيق السلمي الطلابي التي زارتها في موند بايو (مسيسيبي). بدأت في اتخاذ حركات سياسية مباشرة في حركة الحقوق المدنية. سافرت هامر في 31 أغسطس، مع غيرها من النشطاء، إلى إنديانولا (مسيسيبي)، على أمل تسجيل أنفسهم للتصويت في الانتخابات. صمم اختبار التسجيل لمنع السود من تسجيل أنفسهم، وطلب منها أن تشرح قانونين من قوانين الأمر الواقع. «لدي معلومات حول قوانين الأمر الواقع كما يعرف الحصان عن عيد الميلاد» أخبرت هامر أن تسحب تسجيلها للتصويت؛ «لأننا غير مستعدين لمثل ذلك في مسيسيبي».

قالت هامر لمديرها في العمل «لم أحاول التسجيل من أجلك، ولكني حاولت ذلك من أجل نفسي». طردت هامر من العمل جراء ذلك. وأجبر زوجها على البقاء في الأرض حتى نهاية الحصاد. انتقلت هامر بين المنازل للحصول على الحماية في الأيام التالية. في العاشر من سبتمبر، بينما كانت تقيم مع صديقتها ماري توكر، تعرضت هامر لإطلاق النار 16 مرة من سيارة إطلاق نار يقودها أحد المعتقدين بسيادة البيض. لم يصب أحد في تلك الحادثة. انتقلت هامر في اليوم التالي مع عائلتها إلى مقاطعة تالاهاتشي (ميسيسيبي) لمدة ثلاث شهور، خوفًا من ثأر كو كلوكس كلان نتيجة محاولتها للتصويت في الانتخابات. ذهبت هامر بعد عودتها إلى مدينتها في 4 ديسمبر لاختبار الأمية مرة أخرى في إندويانولا، ولكنها فشلت وعادت مرة أخرى. أخبرت هامر المختبر أنه «سيراها كل 30 يوم حتى تنجح في الامتحان».
أظن أنني يجب أن أكون خائفة قليلًا، ولكن ما الفكرة من كوني خائفة؟ الشيء الوحيد الذي بإمكانهم فعله هو قتلي، ويبدو أنهم حاولوا ذلك عدة مرات على ما أتذكر. -فاني لو هامر

### التسجيل للتصويت
دخلت هامر اختبار الأمية في 10 يناير عام 1963 للمرة الثالثة. نجحت هامر في الاختبار، وقيل لها أنها تملك حق التصويت الآن في ولاية مسيسيبي. ولكنها عندما حاولت التصويت، اكتشفت أن الحق في التصويت لم يعطها الأهلية للتصويت حقًا؛ لأن المقاطعة كانت تطلب من المصوتين امتلاك اثنين من ضريبة الرؤوس. ظهر هذا الشرط في بعض الولايات بعد إعطاء الحق في التصويت لكل الأعراق في 1870 بعد الموافقة على التعديل الخامس لدستور الولايات المتحدة الأمريكية. استخدمت تلك القوانين مع اختبارات الأمية والممارسات الحكومية لمنع السود والأمريكيين الأصليين من التصويت. دفعت هامر الضريبة وحصلت على حق التصويت بعد ذلك.
بدأت هامر الانغماس في لجنة التنسيق السلمي الطلابي بعد هذه الحوادث. حضرت هامر العديد من مؤتمرات القيادة المسيحية الجنوبية، الذي درَّست فيه بعض المحاضرات، والعديد من الورش للجنة التنسيق السلمي الطلابي. سافرت هامر لجمع توقيعات لتقديم التماسات لمحاولة ضمان الموارد الفيدرالية للعائلات السوداء الفقيرة في الجنوب. أصبحت أمينة ميدانية لتسجيل التصويت وبرامج الرفاهية للجنة التنسيق. قوبلت المحاولات الأولى لتسجيل المزيد من المصوتين السود في مسيسيبي بنفس المشكلات التي قابلتها هامر عندما حاولت تسجيل نفسها.

### وحشية الشرطة
قررت هامر حضور مؤتمر دعم المواطنة الذي يقيمه مؤتمر القيادة المسيحية بعدما أصبحت أمينة ميدانية في 1963، في تشارلستون (كارولاينا الجنوبية). سافرت هامر بالحافلة مع زملائها من النشطاء، وتوقفت المجموعة عند وينونا في مسيسيبي. ذهب بعض النشطاء إلى مقهى محلي، ولكن النادلة رفضت تقديم الخدمة لهم. وبعدها بفترة، أخذ شرطي دورية ولاية مسيسيبي الغلاية الخاصة به وهدد النشطاء وطلب منهم الرحيل. قرر أحد أعضاء الفريق تدوين رقم رخصة الشرطي، وأثناء فعل ذلك دخلت الشرطة وألقت القبض على المجموعة. غادرت هامر الحافلة واستفسرت عن إمكانية عودتهم إلى غرينوود في مسيسيبي. اعتقلها الشرطي عند تلك النقطة أيضًا. ضربت الشرطة زملاء هامر بمجرد الوصول إلى سجن المقاطعة (ومن المضروبين طفلة في عمر 15 عامًا تدعى جون جونسون، لعدم قولها «سيدي» أثناء ردودها على الشرطي). أخذت هامر إلى الزنزانة حيث أمرت الشرطة اثنين من المسجونين بضربها باستخدام الهراوة. تأكدت الشرطة أنها اسكتت بضرب مبرح، وعندما كانت تصرخ، كانت تتلقى المزيد من الضرب. عندما حاولت المقاومة، تقول فاني أن أحد ضباط الشرطة خلع عنها ملابسها وتركها عارية أمام خمس رجال. ضربت سيدة أخرى في مجموعتها حتى لم تتمكن من الكلام، وثالثة مراهقة، ضربت وجردت من ملابسها. جاء ناشط من اللجنة في اليوم التالي ليرى إذا كان بإمكانه مساعدة زميلاته على الخروج، ولكنه ضُرب حتى تورمت عيناه لأنه لم يخاطب الضابط باللهجة المطلوبة.
أطلق سراح هامر في 12 يونيو عام 1963. احتاجت أكثر من شهر للتعافي من الضرب ولم تتعاف بالكامل أبدًا. عادت بعد ذلك هامر إلى مسيسيبي لتنظيم تسجيل الناخبين، بالرغم من الآثار الجسدية والنفسية العميقة للحوادث التي مرت بها، ومنها جلطة فوق عينها اليسرى وتلف دائم بالكلى. نظمت هامر اقتراع الحرية عام 1963، وهو محاكاة انتخابية، ونظمت مبادرة «صيف الحرية» في السنة التالية. عرف المتطوعين من صيف الحرية هامر كأم تؤمن بأن جهود الحقوق المدنية يجب أن تشمل كل الأعراق. بالإضافة لضيوفها الشمالين، لعبت هامر دول المضيف لنشطاء طلاب جامعة توسكيجي سامي يونج ووينديل باريس. نشأ كلاهما ليكونا ناشطين عميقين وينظمان الفعاليات تحت توجيه هامر.

### حزب الحرية الديمقراطي والترشح للكونغرس
ساعدت هامر في عام 1964 في إنشاء حزب الحرية الديمقراطي المسيسيبيّ، في محاولة لمواجهة الحزب الديمقراطي الذي يهيمن عليه البيض، كمنبر للأصوات الأمريكية الإفريقية، ولضمان وجود حزب لكل الناس بدون استغلال أو تمييز. سافرت هامر والنشطاء بعد تأسيس الحزب إلى المؤتمر الوطني الديمقراطي لوفد رسمي من ولاية مسيسيبي. قوطعت شهادة هامر على التليفيزيون بسبب الخطاب المجدول للرئيس ليندون ب. جونسون إلى ثلاثين محافظًا في الغرفة الشرقية من البيت الأبيض. لكن أغلب المنصات الإعلامية والصحفية بثت شهادتها للأمة.
كل هذا لأننا نرغب في التسجيل، لنكون مواطنين من الدرجة الأولى، وإذا لم يجلس حزب الحرية الديمقراطي الآن، فأنا اسأل أمريكا، هل هذه هي أمريكا، أرض الحرية ووطن الشجعان، حيث ننام وحيواتنا مهددة يوميًّا لأننا نرغب في الحياة كبشر محترمين في أمريكا؟ -فاني لو هامر

## روابط خارجية
- فاني لو هامر على موقع الموسوعة البريطانية (الإنجليزية)
- فاني لو هامر على موقع ميوزك برينز (الإنجليزية)
- فاني لو هامر على موقع إن إن دي بي (الإنجليزية)
- فاني لو هامر على موقع ديسكوغز (الإنجليزية)